# Wilhelm I. (Eu)

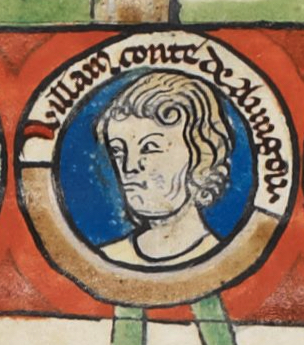
Wilhelm I. von Eu (12. Jahrhundert)

Wilhelm I. von Eu († 27. Januar 1057) war ein Sohn von Herzog Richard I. von Normandie und Gunnora. Er war Graf von Hiémois und wurde nach 998 zum Grafen von Eu ernannt.
Zur Mutter Wilhelms werden in den Quellen allerdings unterschiedliche Angaben gemacht.
- Dudo von Saint-Quentin sieht ihn als Sohn von Richard und einer anderen Mätresse als Gunnora.[2]
- Wilhelm von Jumièges nennt Gottfried (Geoffroy de Brionne) und Wilhelm als die beiden Söhne Richards von seinen Konkubinen.[3]
- Robert von Torigni bezeichnet ebenfalls Gottfried und Wilhelm als Söhne Richards von Konkubinen, und ergänzt, dass Wilhelm erst Graf von Eu war und nach dem Tod seines Bruders Graf von Brionne wurde.[4]
- Ein Dokument aus dem Jahr 1012 ist unterschrieben von "Richard… Sohn des großen Fürsten Richard… Robert Erzbischof… der Kirche von Rouen und Wilhelm und Mauger, Brüder des Grafen Richard[5]

Wilhelm von Jumièges berichtet von einem Aufstand eines Bruders des Herzogs gegen seinen Vater, Herzog Richard, nachdem er die Grafschaft Hiémois erhalten habe, von dessen fünfjähriger Gefangenschaft in Rouen unter der Bewachung von Turquetil, Seigneur de Tourville, seiner Flucht und seiner Einsetzung als Graf von Eu (nach einer Versöhnung) durch seinen herzoglichen Bruder Richard II.
Wilhelm heiratete nach seiner Flucht Lesceline, die Tochter seines Bewachers Turquetil. Nach Wilhelms Tod gründete sie mit ihren Söhnen das Männerkloster Saint-Pierre-sur-Dives und ein Frauenkloster in Lisieux; sie starb am 26. Januar 1057/58 im Kloster.
Als Söhne Wilhelms und Lescelines werden genannt :
- Robert, † 1089/93, Graf von Eu
- Wilhelm Busac, Graf von Soissons, 1052/57 Graf von Eu, 1057–1059 Graf von Soissons
- Hugo, 1050/77 Bischof von Lisieux

Darüber hinaus kann man Wilhelm und Lescelina eine Tochter unbekannten Namens zuschreiben, die die Mutter von Guillaume "de Alderi" war, der 1096 wegen Verschwörung gegen den englischen König Wilhelm II. gehängt wurde.